# 셰청쥔
셰청쥔(중국어 정체자: 謝承均, 간체자: 谢承均, 병음: Xiè chéngjūn, 한자음: 사승균, 1982년 4월 6일~)은 중화민국의 배우, 모델이다.

## 경력
타이베이에서 태어났다. 어린 시절 부모를 따라 도쿄, 오타와, 워싱턴, 서울, 타이중, 타이난에서 생활했다. 
1993년 광고 모델로 연예계에 입문했으며 1994년 뮤지컬 배우, 1995년에 연극 배우로 활동하기 시작했다. 2001년에는 영화 《광무우울》(狂舞憂鬱)에 출연하면서 배우 경력 첫 영화 작품에 출연했다. 2002년에는 자신의 첫 텔레비전 드라마인 《욕망 6인행》(欲望六人行)에 쑹카이 역으로 출연했으며 2006년 가수로도 데뷔하였다.

## 작품 목록

### 텔레비전 드라마
- 2002년 《욕망 6인행》: 쑹카이(宋凱) 역
- 2002년 《마랄고교생》: 리전쓰(黎振司) 역
- 2006년 《애》: 마위안카이(馬元凱) 역
- 2009년 《야시인생》:리신안(李信安) 역
- 2010년 《가화만사흥》: 샤오한성(蕭漢昇) 역
- 2011년 《견수》: 린한원(林翰文) 역
- 2013년 《세간정》:두루이펑(杜瑞峰), 우취안성(吳全勝) 역
- 2015년 《감미인생》: 가오커웨이(高克威) 역
- 2018년 《김가호식부》: 가오관다(高冠達) 역
- 2020년 《천지교녀》: 가오즈룽(高志龍), 오다 겐지(織田健司) 역
- 2023년 《천도》: 천원야오(陳文堯), 천밍위(陳明宇) 역

### 영화
- 2001년 《광무우울》
- 2008년 《단추남》
- 2021년 《영자배후》
- 2023년 《산중삼림》: 사어우(沙鷗) 역